# Нартова, Серафима Васильевна
Серафима Васильевна Нартова (1926-1995) — советский хозяйственный, государственный и политический деятель, Герой Социалистического Труда.

## Биография
Родилась в 1926 году в селе Любичи. Член КПСС. Невестка Героев Социалистического Труда Александра Александровича Нартова и Екатерины Дмитриевны Нартовой
С 1948 года — на хозяйственной, общественной и политической работе. В 1948—1988 гг. — доярка на молочно-товарной ферме (МТФ) колхоза «Красная заря», добилась удоя от каждой коровы по 4 100 килограммов молока, доярка совхоза «Приокский» Луховицкого района Московской области
Указом Президиума Верховного Совета СССР от 22 марта 1966 года присвоено звание Героя Социалистического Труда с вручением ордена Ленина и золотой медали «Серп и Молот».
Избиралась депутатом Верховного Совета РСФСР 5-го созыва.
Умерла в Любичах в 1995 году.